# Fallout 3
Fallout 3 é um jogo de RPG eletrônico da franquia Fallout. Foi desenvolvido pela Bethesda Game Studios e publicado pela Bethesda Softworks. Foi lançado em 28 de Outubro de 2008 para PC, Xbox 360 e PlayStation 3.
O jogo foi um sucesso de crítica e vendeu mais de 600 mil cópias no seu primeiro mês de lançamento, sendo um dos maiores sucessos da Bethesda até os dias atuais. Fallout 3 também levou vários prêmios, incluindo "Jogo do Ano" por algumas publicações. Ao todo cinco DLCs foram lançadas.
Foi o primeiro jogo a ser lançado da série após a falência da Interplay.[carece de fontes?]

## História
O jogo passa-se na cidade de Washington D.C. em 2277, 36 anos após o final do segundo Fallout, num mundo pós guerra, totalmente devastado por uma violenta e devastadora guerra nuclear entre os Estados Unidos e a China. Você é um morador do Vault 101 e precisa  encontrar o seu Pai, que saiu de lá sem dar notícias.
Em 2077, a humanidade estava a beira de um colapso; o petróleo estava acabando, o aquecimento global destruía o planeta e a economia, os recursos naturais terminavam, e uma violenta epidemia matava milhões de pessoas. Preparando-se para o pior, o governo americano contratou uma empresa chamada Vault-tec para projetar e construir Vaults, uma espécie de abrigos ou cofres geralmente subterrâneos ou dentro de montanhas, para abrigar uma pequena parte da população americana, para quando acontecesse a inevitável guerra mundial envolvendo armas nucleares. A China então, desesperada pelos últimos pontos de recursos, resolveu invadir o Alasca, mas foi expulsa pouco tempo depois pelos Estados Unidos. Com a derrota em outros conflitos entre os dois países, evidencias deixadas nos jogos da série Fallout indicam que supostamente foram os Chineses que lançaram primeiramente seus mísseis nucleares contra os Estados Unidos, já que não há como dizer com precisão quem desencadeou estes ataques, pois ao mesmo tempo há muitas evidências que os Estados Unidos possam ter iniciado o ataque estimulados por empresas como a "vault-tec". O ataque durou apenas 2 horas, mas o suficiente para causar uma monstruosa destruição. A energia libertada pelas bombas percorreu todo o mundo em poucos dias, e contaminou boa parte da água e comida existente no planeta com radiação, matando uma quantidade enorme de pessoas.
Mesmo vivendo em um mundo devastado, muitos humanos ainda continuaram a viver nas ruínas das cidades, em comunidades isoladas ou individualmente. Sem governo e sem ordem, as leis sumiram, e com isso, houve o surgimento de facções, grupos e exércitos militares. Um vírus chamado FEV (Acrônimo para "Forced Evolutinary Virus", ou "Vírus de evolução forçada") causou uma mutação descontrolada em alguns humanos; Surgia os Super Mutantes, humanos enormes, verdes ou amarelados,fortes e,na maioria dos casos,pouco inteligentes. Eles se organizaram em uma poderosa facção e se fixaram por vários locais dos Estados Unidos, incluindo em Washington D.C. As poucas espécies de animais que sobreviveram ao ataque nuclear, sofreram mutações, surgindo escorpiões gigantes, moscas gigantes, baratas gigantes, e várias outras espécies novas. Já outros humanos sofreram mutações pela radiação e sofreram deformações físicas e psicológicas, dando origem aos Ghouls. Tornando o mundo num lugar perigoso e sem lei.
Mais de 200 anos depois da guerra Nuclear, 90% dos Vaults não funcionam ou foram devastados pelo tempo e seus habitantes. O enredo do jogo revela que estes foram inicialmente projetados para (e usados em) experiências sociais, a maioria desumanas e que falharam terrivelmente, matando ou mutando quase todos os seus moradores, obrigando os sobreviventes a saírem e viverem por contra própria. Pela história do jogo, é possível ouvir comentários do tipo "os Vaults nunca foram feitos para proteger as pessoas", implicando o fato de que os EUA construíram-nos apenas para realizar experiências sociais e psicológicas com seus moradores, para observar como a humanidade iria proceder na reconstrução da civilização depois da guerra.
Neste contexto, a cidade de Washington DC - local onde se passa o jogo - Está em ruínas, coberta de pó e escombros e toda a vegetação restante foi reduzida a arbustos secos e troncos retorcidos. Seus habitantes, se organizam em tribos e gangues que ocupam antigos edifícios, vilarejos improvisados e até mesmo os esgotos e as linhas férreas subterrâneas.
Em 2277, o Andarilho Solitário (um personagem sem nome criado pelo jogador com quem jogamos), acorda na Vault 101 com sua amiga Amata dizendo que seu pai, James, dublado por Liam Neeson, tinha saído da Vault sem dizer para onde iria e o Overseer (uma espécie de prefeito das Vaults que comandava tudo que acontecia lá) estava atrás dele. O Andarilho foge da Vault e encontra a cidade de Megaton, uma cidade próxima em que uma bomba nuclear que não explodiu caiu. Lá conhece Colin Moriarty, um "amigo" de James que diz que o Andarilho não nasceu na Vault 101, mas sim na Capital Wasteland (onde costumava ser Washington DC antes da guerra) e somente cresceu na Vault.
O Andarilho Solitário descobre que James estava trabalhando no Project Purity, um projeto em que deveria purificar a água da Wasteland e que estava trabalhando há anos porém teve de parar devido ao nascimento de seu filho. Porém a Enclave( uma facção criada pelo próprio governo dos Estados Unidos antes da guerra para cuidar de seu país pós-apocalíptico), quer instalar um novo governo na Wasteland. Mas para isso, querem impedir o Project Purity. Cabe ao jogador decidir que lado tomar na Good Fight ( uma guerra entre as facções Brotherhood of Steel e Enclave pelo domínio da Wasteland). E se o Project Purity terá continuidade... ou não.

### Finais possíveis
- Final Bom: Caso o jogador se aliar com a Brotherhood of Steel e enfrentar a Enclave para dar continuidade ao Project Purity. Uma imensa batalha entre a Brotherhood of Steel e a Enclave ocorre no Jefferson Memorial, o Andarilho consegue matar os membros restantes e ativar o Project Purity. Porém, o Andarilho é informado que a radiação na câmara iria matá-lo em questão de segundos, o Andarilho então se sacrifica para salvar a Capital Wasteland e honrar o legado de seu pai. Após o Andarilho se sacrificar, é informado que a água na Capital Wasteland se tornou potável, e seu sacrifício nunca será esquecido.

- Final Ruim: Caso o jogador escolher se aliar com a Enclave para enfrentar a Brotherhood of Steel, a Enclave envia um imenso exército para enfrentar a Brotherhood of Steel. O Andarilho coloca então um vírus fornecido pela Enclave no Project Purity ao invés da cura, matando todos os habitantes da Capital Wasteland "não puros" e deixando apenas a Enclave intacta.

- Broken Steel (DLC): A DLC Broken Steel oferece para o jogador a chance de continuar a história depois do final, além de novas missões envolvendo a Brotherhood of Steel e o nível máximo muda do 20 até o 30.

O final da DLC é o mesmo do final bom, porém dessa vez, o jogador tem a opção de enviar Fawkes, um dos seguidores do Andarilho, para ativar o Project Purity.
Por ser um supermutante, Fawkes não é afetado pela radiação e consegue ativar o Project Purity, fazendo com que o Andarilho sobreviva ao final do jogo.
Ao ativar, o Andarilho cai inconsciente no chão e acorda dias depois na Cidadela da Brotherhood of Steel, o mesmo é informado pelo Elder Lyons, líder da Brotherhood of Steel, que a missão foi um sucesso, a água da Capital Wasteland agora é potável e a Enclave foi fortemente afetada.
Agora, a missão é expulsar o resto da Enclave para fora da Capital Wasteland.

## Jogabilidade
Fallout 3 é um RPG em primeira pessoa (o jogador vê o mundo pelos olhos do protagonista), com todas as características que distinguem esse gênero. Entre elas: boa customização inicial do personagem, sistema de experiência e evolução do personagem, armas e armaduras, NPCs, quests e etc. Há opção de jogar-se em terceira pessoa (o jogador vê o personagem).
A definição do personagem é feita baseada em atributos (sistema S.P.E.C.I.A.L., com os atributos 'Strength' ou força, 'Perception' ou percepção, 'Endurance' ou resistência, 'Charisma' ou carisma, 'Inteligence' ou inteligência, 'Agility' ou agilidade e 'Luck' ou sorte), perícias (ou 'Skills', são 13 no total) e vantagens (ou 'Perks', 58 no total), permitindo um alto grau de personalização na construção do personagem.
O combate tem dois métodos de funcionamento: um é simplesmente "point & shoot" ("aponte e dispare", como num FPS, mas com resultado baseado nos atributos, perícias e vantagens) e outro é chamado V.A.T.S. (Vault-tech Assisted Targerting Sistem), no qual o jogo é pausado e o jogador tem a liberdade de escolher com calma qual arma utilizar bem como qual parte do corpo do inimigo deseja atingir (novamente, o resultado final é baseado nos atributos, perícias e vantagens do personagem).
O jogo usa o conceito "open world" (mundo aberto), com pouca linearidade e muita liberdade de exploração. Esse sentimento de liberdade é inclusive incentivado no próprio manual do jogo, que diz: "...o jogo é seu, então jogue-o da maneira que você quiser. Não há uma maneira "correta" de jogar".Apesar do jogo facilitar as coisas para o jogador se ele optar por um caminho moralmente correto como fornecendo companheiros mais forte dentre outras coisas.
Um sistema de "Karma" é presente, onde se "ganha" karma concluindo missões/objetivos positivos (dar a raríssima água a um Wastelander doente, por exemplo) e onde se "perde" karma agindo de maneiras negativas (matar inocentes, etc). O sistema de Karma influencia em como as pessoas boas e ruins responderão ao personagem, existindo companhias que apenas o acompanharão se este for de Karma "Negativo", e outras o acompanharão apenas no caso de Karma "Positivo".
O jogo também conta com diversos finais,que depende de quais decisões morais o jogador tomou durante certas situações.
O cenário de Fallout 3, "Wasteland", é retratado com toda vividez que um mundo pós-apocalíptico pode ter. Os desenvolvedores conseguiram, principalmente através da iluminação, transmitir ao jogador a sensação de aridez e contaminação radioativa, provocando uma grande sensação de imersão do jogador no mundo do jogo. Outro fator que contribui para esta sensação de imersão é a moral pós-apocalíptica atômica transparecida nos diálogos com os NPCs.

## Dublagem
| James, pai do seu personagem | - Liam Neeson                                                     |
| President John Henry Eden    | - Malcolm McDowell                                                |
| Amata Almodovar              | - Odette Yustman                                                  |
| Stanislaus Braun             | - Dee Bradley Baker                                               |
| Butch DeLoria                | - Jakob Stalnaker (quando criança), Craig Sechler (quando adulto) |
| Clover                       | - Jan Johns                                                       |
| Sergeant RL-3                | - Jeff Baker                                                      |
| Jericho                      | - James Lewis                                                     |
| Fawkes                       | - Wes Johnson                                                     |
| Charon                       | - Mike Rosson                                                     |
| Ancião Lyons                 | - William Bassett                                                 |
| Sarah Lyons                  | - Heather Marie Marsden                                           |

## Facções
Há diversas facções para se juntar no jogo:
- Brotherhood of Steel

A facção mais focada da história, liderada por Elder Lyons criada a partir do já dissolvido Exército Americano, só é possível se juntar à facção na DLC Broken Steel, a Brotherhood não aceita Ghouls ou Super Mutantes na facção, de acordo com eles somente humanos são puros. Tem como base a The Cidatel, antiga base do Pentágono. Esta em guerra com a Enclave pelo controle da Capital Wasteland.
- Brotherhood Outcasts

Formada por ex-membros da Brotherhood of Steel, os Outcasts são rebeldes que não se conformoram com a política da Brotherhood of Steel de seus objetivos, liderados por Henry Casdin e tem como base Fort Independence, só é possível se juntar a esta na DLC Operation:Anchorage.
- Enclave

Facção formada antes da guerra e tem como objetivo reconstruir o governo dos Estados Unidos porém como uma ditadura, é uma facção de alta tecnologia com armas e armaduras extremamente avançadas. Assim como a Brotherhood of Steel, só possível se juntar a esta na DLC Broken Steel. Tem como base Raven Rock e como líder President John Henry Eden, um computador dublado por Malcolm McDowell.

## Trilha sonora e recepção
A trilha sonora do jogo é composta totalmente de sucessos da música americana dos anos 40 e 50 com muitas canções que marcaram época feitas por cantores e cantoras como Cole Porter, Billie Holiday e The Andrews Sisters.
| N.º | Título                                                         | Cantor(a) / Banda                   | Duração |  |
| 1.  | "I Don't Want To Set The World On Fire"                        | The Ink Spots                       | 3:07    |  |
| 2.  | "Way Back Home"                                                | Bob Crosby & the Bobcats            | 2:54    |  |
| 3.  | "Butcher Pete (Part 1)"                                        | Roy Brown                           | 2:28    |  |
| 4.  | "Happy Times" (From the Danny Kaye film The Inspector General) | Bob Crosby & the Bobcats            | 2:45    |  |
| 5.  | "Civilization"                                                 | Danny Kaye with The Andrews Sisters | 3:07    |  |
| 6.  | "Into Each Life Some Rain Must Fall"                           | Ella Fitzgerald with The Ink Spots  | 3:06    |  |
| 7.  | "Anything Goes"                                                | Cole Porter                         | 3:04    |  |
| 8.  | "Fox Boogie"                                                   | Gerhard Trede                       | 3:16    |  |
| 9.  | "I'm Tickled Pink"                                             | Jack Shaindlin                      | 1:52    |  |
| 10. | "Jazzy Interlude"                                              | Billy Munn                          | 2:52    |  |
| 11. | "Jolly Days"                                                   | Gerhard Trede                       | 1:40    |  |
| 12. | "Let's Go Sunning"                                             | Jack Shaindlin                      | 1:41    |  |
| 13. | "A Wonderful Guy"                                              | Tex Beneke                          | 2:48    |  |
| 14. | "Rhythm for You"                                               | Eddy Christiani & Frans Poptie      | 2:59    |  |
| 15. | "Swing Doors"                                                  | Allan Gray                          | 2:59    |  |
| 16. | "Maybe" (Intro song from the original Fallout)                 | The Ink Spots                       | 3:06    |  |
| 17. | "Mighty Mighty Man"                                            | Roy Brown                           | 2:36    |  |
| 18. | "Crazy He Calls Me"                                            | Billie Holiday                      | 3:05    |  |
| 19. | "Easy Living"                                                  | Billie Holiday                      | 3:06    |  |
| 20. | "Boogie Man"                                                   | Sid Phillips                        | 2:23    |  |